# Metlaouia oberthuri
Metlaouia oberthuri är en fjärilsart som beskrevs av Culot 1910. Metlaouia oberthuri ingår i släktet Metlaouia och familjen nattflyn. Inga underarter finns listade i Catalogue of Life.